# 健身中心（红岛会展）站
健身中心（红岛会展）站是青岛地铁8号线的地铁车站，位于中华人民共和国山东省青岛市城阳区火炬路与敦信路交叉口，于2020年12月24日开通。

## 车站结构
健身中心（红岛会展）站位于火炬路与敦信路交叉口，沿火炬路路南设置，呈东西走向，为地下两层岛式站台车站，车站长484.9米，标准段宽21.8米，车站地下一层为站厅层，地下二层为站台层，站台设置全高站台门。车站东侧设有两条存车线。
| 地面              | 出入口 | A、B、C、D、E出入口                                                                                       |
| 地下一层          | 站厅   | 客服中心、自动售票机、验票机                                                                              |
| 地下二层          | 站台   | \| \| \| 8号线往胶州北站（健康中心） \| \| 島式 · 開左邊车门 \| \| \| \| \| \| 8号线往青岛北站（观涛） \| |
|                   |        | 8号线往胶州北站（健康中心）                                                                               |
| 島式 · 開左邊车门 |        | |
|                   |        | 8号线往青岛北站（观涛）                                                                                   |

## 出入口
健身中心（红岛会展）站共设5个出入口，各出口及周围设施如下所示：
| 编号                | 指示       | 建议前往的目的地       | 图片 |
| ------------------- | ---------- | ---------------------- | ---- |
| A · 出口            | 火炬路(北) |                        |      |
| B · 出口            | 火炬路(北) |                        |      |
| C · 出口            | 火炬路(南) | 青岛市民健身中心       |      |
| D · 出口 · （设有） | 火炬路(南) | 青岛市民健身中心       |      |
| E · 出口            | 火炬路(南) | 青岛国际会展中心红岛馆 |      |
| 图例： 设有         |            |                        |      |

## 接驳交通

### 公交车
- 市民健身中心：779路，908路
- 红岛国际会展中心东：779路，908路，3615路

## 车站历史
本站工程名为市民健身中心站，公示站名为红岛会展站，正式站名为健身中心（红岛会展）站，以车站附近的青岛市民健身中心与青岛国际会展中心红岛馆命名。
- 2019年1月9日，车站主体结构封顶[5]。
- 2020年12月24日，车站随8号线北段通车开通[1]。